# Toletanisches Glaubensbekenntnis
Das Toletanische Glaubensbekenntnis ist ein bei einem Konzil von Toledo publiziertes christliches Glaubensbekenntnis. Der Text des Toletanischen Glaubensbekenntnisses ist in zwei Fassungen erhalten: Die kürzere, außerhalb der Konzilsakten überlieferte, wurde fälschlicherweise Augustinus, gelegentlich auch Hieronymus zugeschrieben; sie ist jedoch tatsächlich dem ersten Konzil von Toledo zuzuordnen. Die längere Fassung hingegen stellt die für eine gleichfalls in Toledo oder Galicien gehaltene Synode bestimmte oder zumindest von dieser approbierte Überarbeitung durch Bischof Pastor von Palencia dar. Hierfür wurden von Pastor mehrere Passagen der ersten Fassung retuschiert sowie die letzten sechs Anathematismen beigefügt – Quelle hierfür ist v. a. der Brief Leos des Großen an Turibius von Astorga.
Beide Fassungen richten sich gegen die Priscillianischen Irrlehren. Der Aufbau des Toletanischen Glaubensbekenntnisses ist geprägt von einem typisch spanischen Stil und inspiriert von dem Werk Libellus fidei des Gregor von Elvira. Das darin erkennbare antiarianische wurde nun zu einem antipriscillianischen Schema und diente seither als Vorbild der weiteren Toletanischen Glaubensbekenntnisse.